# Miss República Dominicana 2019
El Concurso Nacional de Belleza de la República Dominicana ó Miss República Dominicana  2019 se realizó el 18 de agosto de 2019. La final fue llevada a cabo en el Teatro Nacional Eduardo Brito, Santo Domingo, República Dominicana, donde Clauvid Dály, representante del distrito municipal Punta Cana, se coronó como ganadora del certamen. Hubo un total de 30 candidatas en esta edición del concurso.
La ganadora representará a la República Dominicana en el Miss Universo 2019. La primera y segunda finalista irán al Miss Continentes Unidos 2019 y Reina Hispanoamérica 2019, respectivamente, que se celebrará al fin de este año.

## Resultados
| Resultado Final                | Candidata |
| ------------------------------ | --- |
| Miss República Dominicana 2019 | Punta Cana - Clauvid Dály |
| 1a Finalista                   | La Romana - Kimberly Jiménez |
| 2a Finalista                   | Distrito Nacional - Franchesca Ástier |
| Top 6                          | Comunidad Dominicana en Italia - Mariana Arnaldi Duarte - Celinée Santos Peravia - Liliana Pimentel                                                           |
| Top 10                         | Barahona - Génesis Suero Comunidad Dominicana en EE.UU. - Casandra Coradín San Pedro de Macorís - Nidia Sánchez Santo Domingo de Guzmán - Kassandra Montandón |
| Top 15                         | Azua - Heidy Casalini La Altagracia - Sheyla Sánchez San Cristóbal - Nicole Aybar Sánchez Ramírez- Michelle Ventura Santo Domingo Este - Melissa Domínguez    |

### Premios especiales
| Premio Especial                                                                          | Candidata                                     |
| ---------------------------------------------------------------------------------------- | --------------------------------------------- |
| Miss Simpatía (votado por las candidatas del Miss República Dominicana)                  | Santo Domingo de Guzmán - Kassandra Montandón |
| Mejor Cuerpo (votado por un panel de la organización de Miss República Dominicana)       | La Romana - Kimberly Jiménez                  |
| Mejor Rostro (votado por la organización de Miss República Dominicana)                   | Distrito Nacional - Franchesca Ástier         |
| Mejor Traje Típico (votado por un panel de la organización de Miss República Dominicana) | Barahona - Génesis Suero                      |
| Miss Comunicación (votado por el panel del certamen)                                     | Punta Cana - Clauvid Dály                     |
| Miss Fotogénica (votado por el fotógrafo oficial del certamen)                           | Com. Dom. En Italia - Marianna Arnaldi        |
| Miss Reality Show (votado por producción de Reality del Miss República Dominicana)       | La Romana - Kimberly Jiménez                  |

| Predecesor: Aldy María Bernard Bonilla Laguna Salada | Miss República Dominicana 2019 | Sucesor: Kimberly Marie Jiménez Rodríguez La Romana |

### Competencia de Trajes Típicos
La competencia de Trajes Típicos se llevó a cabo el 12 de junio del 2019 y las 10 semifinalistas fueron seleccionadas. El Mejor traje típico se usará en Miss Universo 2019.
| Representante     | Traje Típico                                |
| ----------------- | ------------------------------------------- |
| Barahona          | Atabey, Diosa de los Cacicazgo Quisqueyanos |
| Distrito Nacional | Jardín Nacional y su Rosa de Bayahíbe.      |
| Duarte            | Padres de la Patria en Marcha               |
| La Altagracia     | La Marchanta Altagraciana                   |
| La Romana         | Las Rosas del Este                          |
| La Vega           | Flamboyán de Mí Corazón                     |
| Monseñor Nouel    | Cándido Bidó de Mí Alma                     |
| Punta Cana        | La Índia Cemí del Cacicazgo Higüey          |
| Sánchez Ramírez   | La Guerrera de Oro                          |
| Santiago          | Los Caballeros de la Restauración           |

## Significado histórico
- El distrito municipal de Punta Cana gana por primera vez el certamen.
- Al año siguiente, La Romana obtiene por segunda ocasión el título de Miss República Dominicana Universo al ser designada por la organización, la última vez que ocurrió fue en 1996.
- Las provincias que se colocaron en las semifinales el año anterior fueron: Distrito Nacional, Peravia, Comunidad Dominicana en Estados Unidos, Duarte y Santo Domingo Este.
- La Romana no clasificaba desde 2008.
- Azua y Punta Cana no clasificaban desde 2014.
- La Altagracia no clasificaba desde 2015.
- Santo Domingo de Guzmán y Sánchez Ramírez no clasificaban desde 2016.
- Barahona, Comunidad Dominicana en Italia, San Pedro de Macorís y San Cristóbal no clasificaban desde 2017.
- Duarte y Santo Domingo Este clasifican por tercer año consecutivo.
- Distrito Nacional se colocó por duodécimo año consecutivo, iniciando en 2008.
- Comunidad Dominicana en Estados Unidos se colocó por decimotercer año consecutivo, iniciando en 2007.
- Por primera vez en la historia del certamen, la provincia de Santiago no clasifica a las semifinalistas.
- Regresa el top Top 15, el cual se realizó por última vez en el 2015.

## Candidatas
| Representa                             | Candidata                            | Edad | Altura          | Ciudad de residencia     |
| -------------------------------------- | ------------------------------------ | ---- | --------------- | ------------------------ |
| Azua                                   | Heidy Casalini Aguilar               | 18   | 1,84 m (6′ 0″)  | Santo Domingo            |
| Barahona                               | Génesis Camila Suero Matos           | 27   | 1,71 m (5′ 7″)  | Barahona                 |
| Comunidad Dominicana en Estados Unidos | Casandra Julia Coradín Guzmán        | 23   | 1,78 m (5′ 10″) | Nueva York               |
| Comunidad Dominicana en Italia         | Marianna Altagracia Arnaldi Ruiz     | 24   | 1,83 m (6′ 0″)  | Venecia                  |
| Comunidad Dominicana en Puerto Rico    | Dayanara Leonardo Crisóstomo         | 25   | 1,71 m (5′ 7″)  | Santurce                 |
| Dajabón                                | Indiana Santa Alcántara López        | 22   | 1,82 m (6′ 0″)  | Loma de Cabrera          |
| Distrito Nacional                      | Franchesca Ástier García             | 20   | 1,65 m (5′ 5″)  | Santo Domingo            |
| Duarte                                 | María Celinée Santos Frías           | 20   | 1,82 m (6′ 0″)  | San Francisco de Macorís |
| Espaillat                              | Isaura Estrella Martínez             | 22   | 1,68 m (5′ 6″)  | Gaspar Hernández         |
| Haina                                  | Livy de la Altagracia Guzmán Muffdy  | 21   | 1,73 m (5′ 8″)  | San Cristóbal            |
| La Altagracia                          | Sheyla Márgareth Sánchez Henry       | 20   | 1,75 m (5′ 9″)  | Punta Cana               |
| La Romana                              | Kimberly Marie Jiménez de León       | 21   | 1,84 m (6′ 0″)  | La Romana                |
| La Vega                                | Camille Alicia Peña Rodríguez        | 19   | 1,77 m (5′ 10″) | La Vega                  |
| Moca                                   | Patricia María Hernández Casablanca  | 23   | 1,86 m (6′ 1″)  | Moca                     |
| Monseñor Nouel                         | Eimy Jéssica Fernández Cruz          | 19   | 1,73 m (5′ 8″)  | Bonao                    |
|                                        |                                      |      |                 |                          |
| Pedro Brand                            | Darisha Marie De Jesús Linarez       | 18   | 1,79 m (5′ 10″) | Santo Domingo            |
| Peravia                                | Liliana Mirelly Pimentel             | 23   | 1,80 m (5′ 11″) | Baní                     |
| Punta Cana                             | Clauvid Luz Dály Cabrera             | 18   | 1,80 m (5′ 11″) | Punta Cana               |
| Samaná                                 | Dayana Claribel Sánchez Encarnación  | 20   | 1,78 m (5′ 10″) | Sánchez                  |
| San Cristóbal                          | Nicole Brenda Aybar Aquino           | 23   | 1,70 m (5′ 7″)  | San Cristóbal            |
| San Francisco de Macorís               | Iris Natividad Méndez Polo           | 20   | 1,73 m (5′ 8″)  | San Francisco de Macorís |
| San Juan                               | Socris Saola Ulloa Pérez             | 18   | 1,82 m (6′ 0″)  | Santo Domingo            |
| San Pedro de Macorís                   | Nidia Lorena Sánchez Tejada          | 23   | 1,78 m (5′ 10″) | San Pedro de Macorís     |
| Sánchez Ramírez                        | Michelle Ventura Pimentel            | 22   | 1,79 m (5′ 10″) | Santo Domingo            |
| Santiago                               | Fátima del Rosario Rodríguez Blanco  | 27   | 1,83 m (6′ 0″)  | Licey al Medio           |
| Santo Domingo de Guzmán                | Kassandra Yamilet Montandón González | 24   | 1,80 m (5′ 11″) | Santo Domingo            |
| Santo Domingo Este                     | Melissa Arantza Domínguez Cuevas     | 23   | 1,82 m (6′ 0″)  | Santo Domingo            |
| Santo Domingo Norte                    | María Yamilée Viñas de los Santos    | 17   | 1,75 m (5′ 9″)  | Santo Domingo            |
| Santo Domingo Oeste                    | Algelina Yocasta Jiménez Fernández   | 28   | 1,70 m (5′ 7″)  | Santo Domingo            |
| Villa Altagracia                       | Lina Del Carmen Bautista Viñas       | 25   | 1,76 m (5′ 9″)  | San Cristóbal            |

## Reemplazos y Retiros
• Yaribel Severino era la representante de la provincia de San Pedro de Macorís, pero debido a problemas personales se retiró un mes antes de la final, ocupando su lugar Nidia Sánchez.
• Livy Guzmán, Miss Haina e Indiana Alcántara, Miss Dajabón  se retiraron luego de la presentación a la prensa. Ninguna de ellas fueron sustituidas por otra candidata.
• Dahiana Sánchez, Miss Samaná se retiró antes de la competencia de mejor cuerpo.

## Candidatas en otros concursos
Las candidatas actuales que compitieron anteriormente en otros concurso de belleza:
Miss República Dominicana Santiago 2019
- Santiago: Fátima Rodríguez
  - Como Licey al Medio
    - Ganadora

Miss República Dominicana La Vega 2019
- La Vega: Camille Peña
  - Como Ciudad La Vega
    - Ganadora

Miss Princess Of The World 2012
- Distrito Nacional: Franchesca Ástier 
  - Como República Dominicana
    - Ganadora

Mini Miss Nations 2008
- Punta Cana: Clauvid Dály
  - Como República Dominicana
    - Ganadora

Miss New York USA 2018
- Barahona: Génesis Suero
  - Como Cypress Hills
    - Ganadora

Miss USA 2018
- Barahona: Génesis Suero
  - Como New York

Miss Universe Puerto Rico 2017
- La Romana: Kímberly Jiménez 
  - Como Dorado
    - Segunda Finalista

Miss Italia 2013
- Comunidad Dominicana en Italia: Marianna Arnaldi
  - Como Véneto
    - Segunda Finalista

Miss Italia Universo 2018
- Comunidad Dominicana en Italia: Marianna Arnaldi
  - Como Venecia
    - Segunda Finalista

Miss República Dominicana 2017
- Santo Domingo de Guzmán: Kassandra Montandón
  - Como Distrito Nacional
    - Top 7

Reina Hispanoamericana 2015
- Distrito Nacional: Kassandra Montandón
  - Como Cuba

Miss Florida USA 2018
- Santo Domingo de Guzmán: Kassandra Montandón
  - Como Dominican Miami
    - Top 15

Miss Tierra República Dominicana 2016
- Duarte: Celinée Frías
  - Como Hato Mayor

Miss Coral República Dominicana 2018
- Duarte: Celinée Frías
  - Ganadora

Miss Petite Beauty International 2016
- Espaillat: Isaura Estrella
  - Como República Dominicana
    - Ganadora

Miss Mundo Latina República Dominicana 2017
- Sánchez Ramírez: Michelle Ventura
  - Como Sánchez Ramírez
    - Ganadora

## Concursos regionales y cástines

### Cástines
Habrá cástines en diez ciudades dominicanas por fecha.
| Ciudad        | Fecha                          |
| ------------- | ------------------------------ |
| Santo Domingo | 16 y 17 de septiembre del 2018 |

### Concurso regionales
Habrá aproximadamente siete concurso regionales para elegir sus candidatas.
| Concurso | Fecha               |
| -------- | ------------------- |
| STI      | 3 de junio del 2019 |
| LVG      | 13 de mayo del 2019 |